# Lorenz Bock

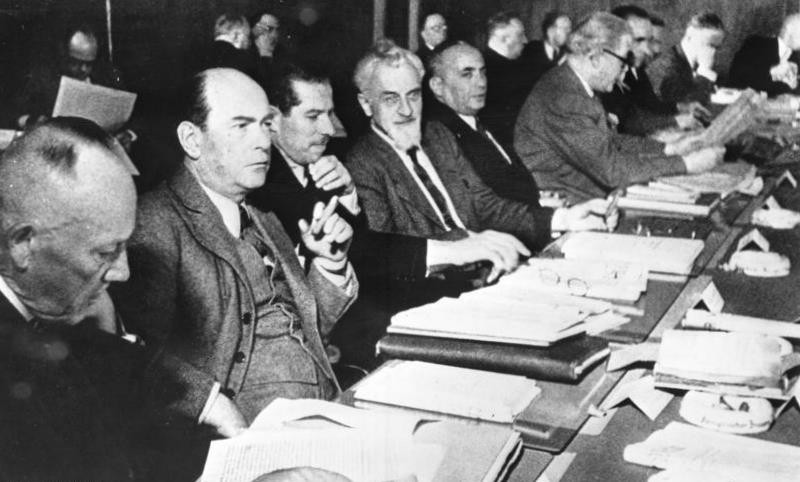
Lorenz Bock (links) (1948)

Lorenz Bock (* 12. August 1883 in Nordstetten; † 4. August 1948 in Rottweil) war ein deutscher Jurist und Politiker (Zentrum, später CDU).

## Leben und Beruf
Lorenz Bock wurde am 12. August 1883 in Nordstetten (heute Stadtteil von Horb am Neckar) geboren. Nach dem Besuch der Gymnasien in Horb am Neckar und Rottweil studierte er von 1902 bis 1907 Rechtswissenschaft an den Universitäten in München und Tübingen. Während seines Studiums trat er in die katholische Studentenverbindung KStV Alamannia Tübingen ein. Er absolvierte das Referendariat am Amtsgericht Riedlingen, am Landgericht Ravensburg und bei der Staatsanwaltschaft in Stuttgart, promovierte zum Dr. jur. und betätigte sich seit 1910 als Rechtsanwalt in Rottweil. Von 1915 bis 1918 war er Teilnehmer am Ersten Weltkrieg.
Nach dem Kriegsende setzte Bock seine Tätigkeit als Rechtsanwalt fort. Später wurde er auch als Notar zugelassen. Im August 1944 wurde er von der Gestapo verhaftet. Lorenz Bock starb am Abend des 4. August 1948 in Rottweil an den Folgen einer Darmlähmung.

## Politik
Bock schloss sich bereits vor dem Ersten Weltkrieg der Zentrumspartei an und war von 1919 bis 1933 Gemeinderat in Rottweil. Er gehörte 1919 der Verfassunggebenden Landesversammlung des freien Volksstaates Württemberg an und hatte dort maßgeblichen Anteil an der Entstehung der neuen Verfassung. Im gleichen Jahr wurde er in den Württembergischen Landtag gewählt, dem er in allen Legislaturperioden bis zu seiner Auflösung 1933 angehörte. Von 1928 bis 1933 war er Vorsitzender der Zentrumsfraktion im Landtag.
Nach dem Zweiten Weltkrieg beteiligte sich Bock an der Gründung der CDU im Landkreis Rottweil. 1945 wurde er Mitglied des Rottweiler Gemeinderates und der dortigen Kreisversammlung. Er war seit 1946 Mitglied der Beratenden Landesversammlung und wurde 1947 in den Landtag von Württemberg-Hohenzollern gewählt, dem er bis zu seinem Tode angehörte. Am 8. Juli 1947 erfolgte seine Wahl zum Staatspräsidenten des Landes. Daraufhin bildete er eine Koalitionsregierung aus CDU, SPD und DVP. Gleichzeitig übernahm er die Leitung des Finanzministeriums. Bock verstarb noch während seiner Amtszeit. Sein Nachfolger als Staatspräsident wurde Gebhard Müller.

## Ehrungen
- Lorenz-Bock-Straße in Rottweil
- Lorenz-Bock-Straße in Horb am Neckar